# Província de Cornelio Saavedra

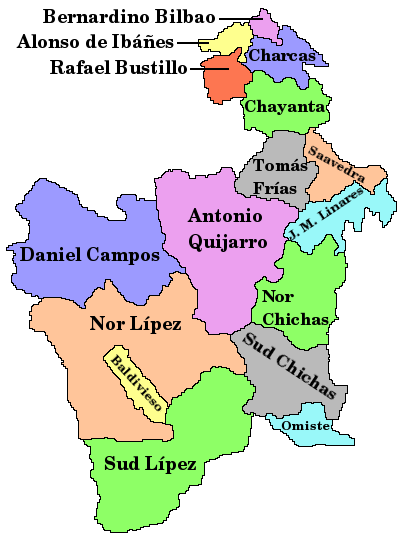
Les províncies del Departament de Potosí

La província de Cornelio Saavedra és una de les 16 províncies del Departament de Potosí, a Bolívia. La seva capital és Betanzos.